# Pauline Ferrand-Prévotová
Pauline Ferrand-Prévot (* 10. února 1992 Remeš) je francouzská cyklistka, členka profesionálního týmu Canyon-SRAM. V roce 2015 se stala první osobou v historii, která byla úřadující mistryní světa v silniční cyklistice, cyklokrosu i závodech na horských kolech.
Je rovněž mistryní světa v závodě štafet na horských kolech z let 2015, 2016, juniorskou mistryní Evropy silničářek v časovce z roku 2009 a mistryní Evropy na horských kolech mezi juniorkami z roku 2009 a v kategorii do 23 let z roku 2014 a vítězkou Světového poháru juniorek z roku 2011. Vyhrála francouzský národní šampionát v silničním závodě s hromadným startem, časovce, cyklokrosu i závodě horských kol.
V roce 2014 vyhrála jednorázový závod La Flèche Wallonne Féminine a etapový závod Emakumeen Euskal Bira, skočila druhá v celkovém pořadí Giro Rosa. Na Letních olympijských hrách 2012 obsadila 8. místo v silničním závodě a 26. místo na horských kolech, na Letních olympijských hrách 2016 skončila v závodě na 26. místě. Celkově vyhrála ve své kariéře 44 závodů. V letech 2014 a 2015 získala cenu časopisu L'Équipe pro francouzskou sportovkyni roku.
Její strýc Ludovic Dubau reprezentoval Francii v závodě horských kol na OH 2000. Jejím snoubencem je dvojnásobný olympijský vítěz Julien Absalon.